# Tulostoma
Genre

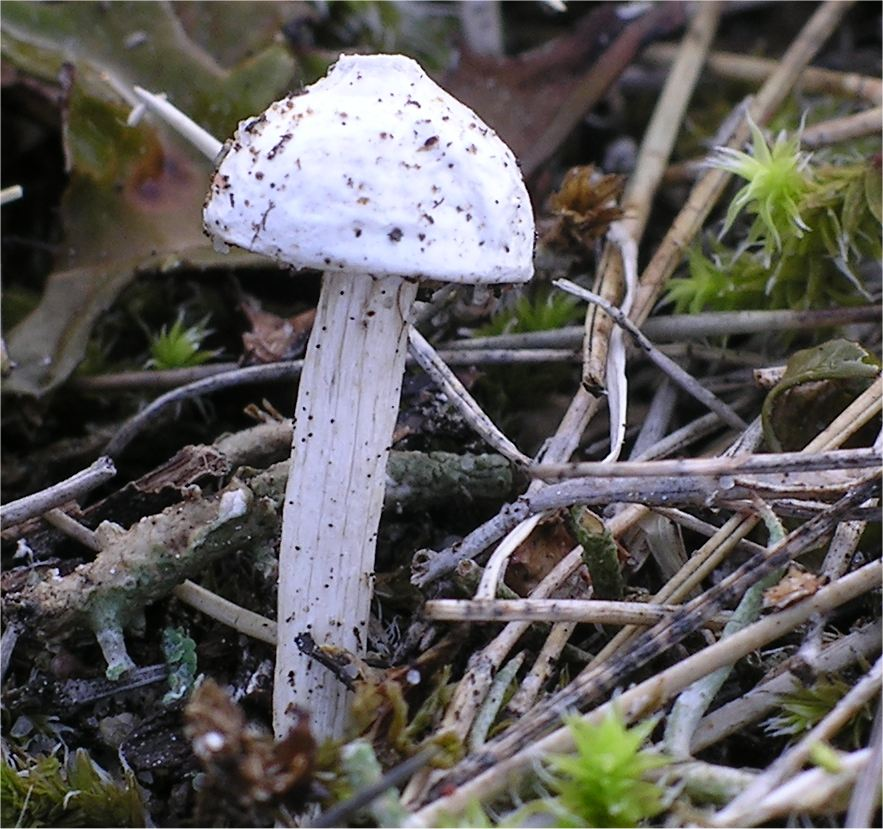
Tulostoma kotlabae, photographié à Gotland, Suède

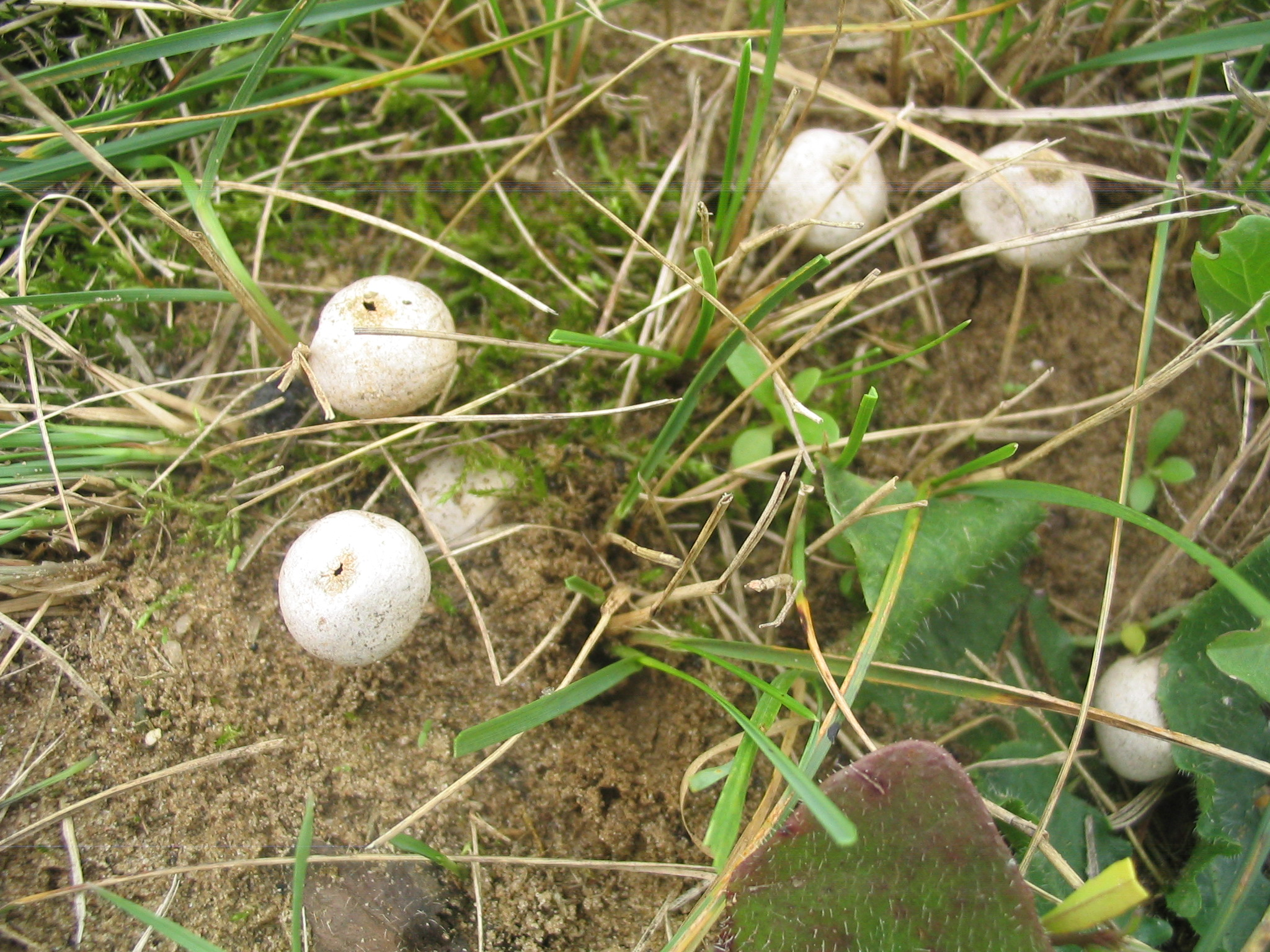
Tulostoma brumale, photographié en Allemagne

Tulostoma est un genre de champignons basidiomycètes de la famille des Agaricaceae, appartenant à l’ordre des Agaricales.

## Liste d'espèces
Selon Catalogue of Life (28 octobre 2013) :
- Tulostoma adhaerens
- Tulostoma albicans
- Tulostoma albiceps
- Tulostoma albocretaceum
- Tulostoma album
- Tulostoma amblaiense
- Tulostoma americanum
- Tulostoma amnicola
- Tulostoma andrejevianum
- Tulostoma armillatum
- Tulostoma asperum
- Tulostoma aurasiacum
- Tulostoma australianum
- Tulostoma balanoides
- Tulostoma beccarianum
- Tulostoma berkeleyi
- Tulostoma brasiliense
- Tulostoma bresadolae
- Tulostoma brevipes
- Tulostoma brevistipitatum
- Tulostoma bruchii
- Tulostoma brumale
- Tulostoma bulbillosum
- Tulostoma cerebrisporum
- Tulostoma chersonense
- Tulostoma chevalieri
- Tulostoma chudaei
- Tulostoma cineraceum
- Tulostoma clathrosporum
- Tulostoma costatum
- Tulostoma crassipes
- Tulostoma cretaceum
- Tulostoma cyclophorum
- Tulostoma delbustoi
- Tulostoma dennisii
- Tulostoma desertorum
- Tulostoma domingueziae
- Tulostoma dumeticola
- Tulostoma echinellum
- Tulostoma egranulosum
- Tulostoma evanescens
- Tulostoma exasperatosporum
- Tulostoma excentricum
- Tulostoma exitum
- Tulostoma ferrugineum
- Tulostoma fibrillosum
- Tulostoma fimbriatum
- Tulostoma finkii
- Tulostoma floridanum
- Tulostoma fulvellum
- Tulostoma fuscoviolaceostipitatum
- Tulostoma fusipes
- Tulostoma giganteum
- Tulostoma gracile
- Tulostoma gracilipes
- Tulostoma granulosum
- Tulostoma helanshanense
- Tulostoma heroicum
- Tulostoma herteri
- Tulostoma hollosii
- Tulostoma hygrophilum
- Tulostoma innermongolicum
- Tulostoma inonotum
- Tulostoma intramongolicum
- Tulostoma involucratum
- Tulostoma karagandaense
- Tulostoma karagandense
- Tulostoma kazachstanicum
- Tulostoma kogaschiki
- Tulostoma koskudinicum
- Tulostoma kotlabae
- Tulostoma kreiselii
- Tulostoma kubanskajanum
- Tulostoma lacrimisporum
- Tulostoma lacticeps
- Tulostoma lactipes
- Tulostoma leiospermum
- Tulostoma leiosporum
- Tulostoma leprosum
- Tulostoma lesliei
- Tulostoma lloydii
- Tulostoma longii
- Tulostoma lusitanicum
- Tulostoma lysocephalum
- Tulostoma macalpineanum
- Tulostoma macowanii
- Tulostoma macrocephalum
- Tulostoma macrosporium
- Tulostoma manica
- Tulostoma matae
- Tulostoma maximum
- Tulostoma melanocyclum
- Tulostoma membranaceum
- Tulostoma meridionale
- Tulostoma meristostoma
- Tulostoma minutum
- Tulostoma mohavei
- Tulostoma molfinoanum
- Tulostoma moravecii
- Tulostoma mussooriense
- Tulostoma nanicum
- Tulostoma nanum
- Tulostoma nigeriense
- Tulostoma niveum
- Tulostoma obesum
- Tulostoma obscurum
- Tulostoma occidentale
- Tulostoma opacum
- Tulostoma operculatum
- Tulostoma orogrande
- Tulostoma pallidum
- Tulostoma pampeanum
- Tulostoma parvissimum
- Tulostoma patagonicum
- Tulostoma perplexum
- Tulostoma petrii
- Tulostoma philimonovianum
- Tulostoma pissarevianum
- Tulostoma pluriosteum
- Tulostoma poculatum
- Tulostoma poltaviense
- Tulostoma polymorphum
- Tulostoma portoricense
- Tulostoma pseudopulchellum
- Tulostoma psilophilum
- Tulostoma pubescens
- Tulostoma pulchellum
- Tulostoma punctatum
- Tulostoma puncticulosum
- Tulostoma punctilabratum
- Tulostoma purpusii
- Tulostoma pygmaeum
- Tulostoma readeri
- Tulostoma recifense
- Tulostoma rickii
- Tulostoma ridleyi
- Tulostoma rivulosum
- Tulostoma rufum
- Tulostoma sabulosum
- Tulostoma schwarzmannianum
- Tulostoma scrupososporum
- Tulostoma sedimenticola
- Tulostoma semisulcatum
- Tulostoma simulans
- Tulostoma sinense
- Tulostoma squamosum
- Tulostoma striatum
- Tulostoma stuntzii
- Tulostoma subfuscum
- Tulostoma submembranaceum
- Tulostoma subsquamosum
- Tulostoma tartenovianum
- Tulostoma thiersii
- Tulostoma transvaalii
- Tulostoma tropicale
- Tulostoma tuberculatum
- Tulostoma utahense
- Tulostoma variisporum
- Tulostoma verrucicapillitium
- Tulostoma vittadinii
- Tulostoma vulgare
- Tulostoma xerophilum
- Tulostoma yulinense
- Tulostoma zhana-arkaense

Selon Index Fungorum (28 octobre 2013) :
- Tulostoma adhaerens Lloyd 1923
- Tulostoma albicans V.S. White 1901
- Tulostoma albiceps Long & S. Ahmad 1947
- Tulostoma albocretaceum Long & S. Ahmad 1947
- Tulostoma album Massee 1891
- Tulostoma amblaiense (Speg.) Sacc. & P. Syd. 1902
- Tulostoma americanum Lloyd 1906
- Tulostoma amnicola Long & S. Ahmad 1947
- Tulostoma andrejevianum Philimonova & Schwarzman 1970
- Tulostoma angolense Welw. & Curr. 1867
- Tulostoma armillatum Bres. 1904
- Tulostoma asperum Long 1947
- Tulostoma aurasiacum Pat. 1905
- Tulostoma australianum Lloyd 1906
- Tulostoma balanoides Long & S. Ahmad 1947
- Tulostoma barlae Quél. 1883
- Tulostoma beccarianum Bres. 1904
- Tulostoma berkeleyi Lloyd 1906
- Tulostoma berteroanum Lév. 1888
- Tulostoma berteroanum Speg. 1898
- Tulostoma boissieri Kalchbr. 1881
- Tulostoma bonianum Pat. 1892
- Tulostoma brachypus Czern. 1845
- Tulostoma brasiliense J.E. Wright 1972
- Tulostoma bresadolae Petri 1904
- Tulostoma brevipes Petri 1904
- Tulostoma brevistipitatum B. Liu, Z.Y. Li & Du 1978
- Tulostoma bruchii Speg. 1927
- Tulostoma brumale Bertero
- Tulostoma brumale Pers. 1794
- Tulostoma bulbillosum Bres. 1906
- Tulostoma caespitosum Trab. 1891
- Tulostoma carneum Pat. 1897
- Tulostoma cerebrisporum J.E. Wright 2000
- Tulostoma cesatii Sacc. 1890
- Tulostoma chersonense Sosin 1952
- Tulostoma chevalieri Har. & Pat. 1911
- Tulostoma chudaei Pat. 1907
- Tulostoma cineraceum Long 1947
- Tulostoma clathrosporum J.E. Wright 1987
- Tulostoma costatum B. Liu 1980
- Tulostoma crassipes Long & S. Ahmad 1947
- Tulostoma cretaceum Long 1944
- Tulostoma cyclophorum Lloyd 1906
- Tulostoma delbustoi J.E. Wright 1987
- Tulostoma dennisii J.E. Wright 1987
- Tulostoma deserticola W. Phillips
- Tulostoma desertorum Philimonova & Tartenova 1970
- Tulostoma domingueziae Hern. Caff. 2011
- Tulostoma dumeticola Long 1947
- Tulostoma echinellum Philimonova & Pisareva 1970
- Tulostoma egranulosum Lloyd 1906
- Tulostoma evanescens Long & S. Ahmad 1947
- Tulostoma exasperatosporum J.E. Wright 1983
- Tulostoma exasperatum Mont. 1837
- Tulostoma excentricum Long 1944
- Tulostoma exitum Long & S. Ahmad 1947
- Tulostoma ferrugineum D.M. Oliver & Hosford 1979
- Tulostoma fibrillosum V.S. White 1901
- Tulostoma fimbriatum Fr. 1829
- Tulostoma finkii Lloyd 1923
- Tulostoma floridanum Lloyd 1906
- Tulostoma fulvellum Bres. 1904
- Tulostoma fuscoviolaceostipitatum Schwarzman & Philimonova 1970
- Tulostoma fusipes Har. & Pat. 1910
- Tulostoma giganteum J.E. Wright 1987
- Tulostoma giovanellae Bres. 1881
- Tulostoma gracile V.S. White 1901
- Tulostoma gracilipes J.E. Wright 1987
- Tulostoma granulosum Lév. 1842
- Tulostoma helanshanense B. Liu, Z.Y. Li & Du 1978
- Tulostoma heroicum Bat. & A.F. Vital 1955
- Tulostoma herteri Lohwag & Swoboda 1942
- Tulostoma hollosii Z. Moravec 1956
- Tulostoma hygrophilum Long & S. Ahmad 1947
- Tulostoma imbricatum Pers. 1797
- Tulostoma innermongolicum B. Liu 1981
- Tulostoma inonotum Long & S. Ahmad 1947
- Tulostoma intramongolicum B. Liu 1984
- Tulostoma involucratum Long 1944
- Tulostoma jourdani Pat. 1886
- Tulostoma karagandaense Schwarzman & Philimonova 1970
- Tulostoma karagandense Schwarzman & Philimonova 1970
- Tulostoma kazachstanicum Philimonova & Tartenova 1970
- Tulostoma kogaschiki Schwarzman & Philimonova 1970
- Tulostoma koskudinicum Schwarzman & Philimonova 1970
- Tulostoma kotlabae Pouzar 1958
- Tulostoma kreiselii G. Moreno, E. Horak & Altés 2002
- Tulostoma kubanskajanum Schwarzman & Philimonova 1970
- Tulostoma lacrimisporum L. Fan & B. Liu 2005
- Tulostoma lacticeps Bres. 1920
- Tulostoma lactipes Bres. 1920
- Tulostoma leiospermum Speg. 1922
- Tulostoma leiosporum R.E. Fr. 1908
- Tulostoma leprosum (Kalchbr.) Sacc. 1888
- Tulostoma lesliei Van der Byl 1921
- Tulostoma leveilleanum Gaudich. 1846
- Tulostoma lloydii Bres. 1904
- Tulostoma longii Lloyd 1906
- Tulostoma lusitanicum Calonge & M.G. Almeida 1991
- Tulostoma lusitanicum Calonge & M.G. Almeida 2000
- Tulostoma lysocephalum Long 1944
- Tulostoma macalpineanum Lloyd 1906
- Tulostoma macowanii Bres. 1904
- Tulostoma macrocephalum Long 1944
- Tulostoma macrosporium G. Cunn. 1925
- Tulostoma mammosum Lév. 1846
- Tulostoma mammosum Vittad. 1842
- Tulostoma manica Bat. & A.F. Vital 1955
- Tulostoma matae Calonge & J. Carranza 2003
- Tulostoma maximum Cooke & Massee 1887
- Tulostoma melanocyclum Bres. 1904
- Tulostoma membranaceum Long & S. Ahmad 1947
- Tulostoma meridionale J.E. Wright 1972
- Tulostoma meristostoma Long 1944
- Tulostoma minutum V.S. White 1901
- Tulostoma moellerianum Bres. & Roum. 1890
- Tulostoma mohavei Lloyd 1920
- Tulostoma molfinoanum Speg. 1927
- Tulostoma montanum Pat. 1897
- Tulostoma moravecii Pouzar 1958
- Tulostoma mussooriense Henn. 1901
- Tulostoma nanicum Bat. & A.F. Vital 1955
- Tulostoma nanum (Pat.) J.E. Wright 1987
- Tulostoma nigeriense J.E. Wright 1964
- Tulostoma niveum Kers 1978
- Tulostoma obesum Cooke & Ellis 1878
- Tulostoma obscurum J.E. Wright 1972
- Tulostoma occidentale Lloyd 1906
- Tulostoma opacum Long 1944
- Tulostoma operculatum Long & S. Ahmad 1947
- Tulostoma orogrande Long 1947
- Tulostoma pallidum Lloyd 1906
- Tulostoma pampeanum (Speg.) J.E. Wright 1977
- Tulostoma parvissimum Long & S. Ahmad 1946
- Tulostoma patagonicum Speg. 1887
- Tulostoma perplexum Long & S. Ahmad 1947
- Tulostoma petrii Bres. 1904
- Tulostoma philimonovianum Schwarzman 1970
- Tulostoma pissarevianum Schwarzman & Philimonova 1970

Selon NCBI (28 octobre 2013) :
- Tulostoma beccarianum
- Tulostoma brumale
- Tulostoma domingueziae
- Tulostoma fimbriatum
  - variété Tulostoma fimbriatum var. campestre
  - variété Tulostoma fimbriatum var. egranulosum
  - variété Tulostoma fimbriatum var. heterosporum
  - variété Tulostoma fimbriatum var. punctatum
  - variété Tulostoma fimbriatum var. tuberculatum
- Tulostoma kotlabae
- Tulostoma macrocephala
- Tulostoma melanocyclum
- Tulostoma niveum
- Tulostoma readeri
- Tulostoma simulans
- Tulostoma squamosum
- Tulostoma subfuscum
- Tulostoma xerophilum